# Litoria dorsalis
Litoria dorsalis (tên tiếng Anh: Dwarf Rocket Frog) là một loài ếch thuộc họ Pelodryadidae.
Loài này có ở Papua New Guinea và có thể cả Tây Papua ở Indonesia.
Môi trường sống tự nhiên của chúng là [[rừng khô nhiệt đới hoặc cận nhiệt đới]], rừng ẩm vùng đất thấp nhiệt đới hoặc cận nhiệt đới, xavan ẩm, đầm nước ngọt có nước theo mùa, vườn nông thôn, và rừng trước đây suy thoái nghiêm trọng.